# 運財智叻星 (電視節目)
運財智叻星是香港無綫電視1995年2月至9月逢星期二晚上10:35分播出的遊戲節目，由陳百祥主持。節目引進日本電視台「猜謎世界SHOW by!!」遊戲節目的格式，由於得到汽油商贊助，故節目經常以送「十噸汽油」作宣傳。參賽者主要為藝人，參與遊戲以贏取獎品。
節目主題曲為《卡門組曲前奏曲-鬥牛士進行曲》。

## 系列

### 運財智叻星
香港版本的本作，主持人先向現場觀眾派發現金獎，再和嘉賓聊天。每集均邀請六個名人嘉賓組別，或邀請五個名人嘉賓組別及抽出一個現場觀眾，六名成員各就各位，坐在自己的老虎機「撳分」，由運氣決定累積的獎金，主持人去片，開始玩遊戲，中途領先的嘉賓可以選擇禮物，最後大贏家可以拉動「超重量級老虎機」，憑運氣贏取油券，拉到三個「叻」字可贏取十噸氣油。
- 一觸即發：嘉賓按鐘搶答問題。
- 究竟搞邊科：嘉賓把答案寫在紙板上。
- 格價專家：比較不同產品，競猜價格高低。
- 提防假冒：根據模擬片段，分辨真假情景。

#### 各集嘉賓（只包括名人嘉賓）
| 集數                            | 嘉賓 | 勝出嘉賓                 |
| ------------------------------- | --- | ------------------------ |
| 第1集                           | 張學友、王晶、洪金寶、羅文、李克勤、李樂詩                                                                 | 李克勤                   |
| 第2集                           | 鍾鎮濤、馮寶寶、簡而清、劉曉彤、鄭伊健                                                                     | 鍾鎮濤                   |
| 第3集                           | 譚詠麟、周海媚、孫耀威、彭健新、鄧兆尊                                                                     | 譚詠麟                   |
| 第4集                           | 古巨基、袁詠儀、黃秋生、藍潔瑛、羅嘉良                                                                     | 羅嘉良                   |
| 第5集                           | 苗僑偉、岑建勳、車淑梅、巫啟賢、杜德偉                                                                     | 杜德偉                   |
| 第6集                           | 泰迪羅賓、林珊珊、梅艷芳、黃日華、宣萱                                                                     | 梅艷芳                   |
| 第7集                           | 劉美君、劉德華、許志安、李美鳳、馬浚偉                                                                     | 現場觀眾，無名人嘉賓勝出 |
| 第8集                           | 陶大宇、梁榮忠、歐陽震華、張衛健、童愛玲                                                                   | 童愛玲                   |
| 第9集                           | 莫少聰、何家勁、成奎安、鄭丹瑞、鄧萃雯                                                                     | 何家勁                   |
| 第10集                          | 郭富城、黃偉文、鄭裕玲、高志森、吳家麗                                                                     | 鄭裕玲                   |
| 第11集                          | 苗僑偉、宣萱、袁詠儀、李樂詩、劉美君                                                                       | 李樂詩                   |
| 第12集                          | 草蜢、黃霑、陳法蓉、任達華、劉小慧                                                                         | 任達華                   |
| 第13集                          | 鄭經翰、黃毓民、Maria Cordero、吳倩蓮、梁漢文                                                              | 吳倩蓮                   |
| 第14集                          | 梅小惠、謝賢、胡楓、周慧敏、呂方                                                                           | 周慧敏                   |
| 第15集                          | 賈思樂、廖偉雄、鄭則士、羅家英、王馨平                                                                     | 鄭則士                   |
| 第16集                          | 倫永亮、關之琳、周華健、陳欣健、伍詠薇                                                                     | 周華健                   |
| 第17集                          | 陳潔靈、元彪、梁家仁、關淑怡、張智霖                                                                       | 元彪                     |
| 第18集                          | 風火海、周文健、鄭秀文、張堅庭、朱茵                                                                       | 張堅庭                   |
| 第19集                          | Beyond、王菲、梁家輝、鄭少秋、陳秀雯、李綺虹                                                               | 陳秀雯                   |
| 第20集                          | 鄺美雲、黎明、廖啟智、黃光亮、黎瑞恩                                                                       | 廖啟智                   |
| 第21集                          | 羅文、郭富城、宣萱、袁詠儀、鄭丹瑞、高志森                                                                 | 袁詠儀                   |
| 第22集                          | 張敏、鄧光榮、王小鳳、阮兆祥、江欣燕                                                                       | 阮兆祥                   |
| 第23集                          | 陳松伶、盧大衛、狄波拉、庾澄慶、湯寶如                                                                     | 狄波拉                   |
| 第24集                          | 太極樂隊、章蓉舫、葉童、李嘉欣、吳鎮宇                                                                     | 現場觀眾，無名人嘉賓勝出 |
| 第25集                          | 譚小環、曾志偉、楊寶玲、樓南光、林國斌                                                                     | 譚小環                   |
| 第26集                          | 蔡少芬、梁朝偉、王敏德、余安安、朱慧珊                                                                     | 王敏德                   |
| 第27集                          | 陳勳奇、成龍、陳海琪、鍾麗緹、李麗蕊                                                                       | 成龍                     |
| 萬噸叻王大決戰（1小時30分特輯） | 譚詠麟、彭健新、梅艷芳、楊紫瓊、鄭裕玲、王 晶、鍾鎮濤、吳倩蓮、李克勤、李綺紅、曾志偉、袁詠儀              | 曾志偉、袁詠儀           |
| 第28集                          | 簡炳墀、白韻琴、邵美琪、郭晉安、古天樂                                                                     | 邵美琪                   |
| 第29集                          | 祥嫂、黃光亮、李蕙敏、古巨基、陳慧琳                                                                       | 祥嫂                     |
| 第30集                          | 黃百鳴、曾華倩、黃子華、李若彤、李國祥                                                                     | 黃子華                   |
| 第31集                          | 高麗虹、楊寶玲、周嘉玲、盧淑儀、譚小環、活麗明、孫泳恩、楊雪儀、梁韻蕊、莫可欣、楊婉儀、李嘉慧、周婉儀     |                          |
| 第32集                          | 鄭秀文、何家勁、張堅庭、許志安、黃子華、周海媚、關淑怡、王敏德、廖啟智、黃日華、阮兆祥、梅小惠             | 黃子華、周海媚           |
| 萬噸叻王大派對（1小時30分特輯） | 譚詠麟、袁詠儀、梁家輝、馮寶寶、鍾鎮濤、章小蕙、謝賢、狄波拉、湯寶如、梁漢文、彭健新、羅文、汪明荃、鄧建明 |                          |

### 公益全港智叻星
《運財智叻星》的衍生作，於1996年播出。
五個單位的嘉賓各就各位，坐在自己的老虎機「撳分」，由運氣決定累積的獎金，主持人先和嘉賓聊天，繼而去片，開始玩遊戲，中途領先的嘉賓可以選擇禮物，最後大贏家可以拉動「超級運財碌咭機」，憑運氣贏取大獎。本節目與運財智叻星最大分別是中間加插嘉賓代表現場觀眾參與的「動作遊戲」如：百萬黃金明醒你、運財小狗送靚車、峰迴路轉攞靚車等小環節。
- 至叻係你：與「一觸即發」的玩法一樣。
- 用吓腦啦：與「究竟搞邊科」的玩法一樣。
- 香港估價至尊：與「格價專家」的玩法一樣。
- 咪當我老襯：與「提防假冒」的玩法一樣。

#### 各集嘉賓
| 集數                    | 嘉賓                                                     |
| ----------------------- | -------------------------------------------------------- |
| 第1集                   | 譚詠麟、羅文、沈殿霞、李克勤、李麗珍 (WINNER: 羅文）     |
| 第2集                   | 彭健新、鍾鎮濤、梅艷芳、草蜢、王馨平 (WINNER: 鐘鎮濤）   |
| 第3集                   | 鍾麗緹、任達華、吳家麗、梁漢文、湯寶如 (WINNER: 吳家麗） |
| 第4集                   | 梅小惠、張堅庭、關芝琳、許志安、張智霖 (WINNER: 張堅庭） |
| 第5集                   | 朱茵、郭富城、張學友、關淑怡、杜德偉 (WINNER: 杜德偉）   |
| 第6集                   | 莫文蔚、高志森、黃日華、陳法蓉、羅嘉良 (WINNER: 黃日華） |
| 第7集                   | 鄭文雅、達明一派、伍詠薇、黎姿、陳曉東 (WINNER: 鄭文雅） |
| 第8集                   | 陳慧琳、張達明、郭可盈、溫兆倫、徐濠縈 (WINNER: 郭可盈） |
| 第9集（珍寶叻王爭霸戰） | 鄭秀文、劉德華、鄧光榮、李克勤、李蕙敏                   |

## 迴響及後續
《運財智叻星》為抗衡競爭對手亞視的《今日睇真D》而推出，成為當時最受歡迎的遊戲節目，更曾連續10周擊敗其他節目蟬聯收視冠軍。主持陳百祥亦因主唱《我至叻》（此曲於1994年聖誕節《普世歡騰創明天》節目中首演，後成為《運財智叻星》主題曲）再度走紅（1995年度十大勁歌金曲更特設"全城至愛金曲"獎予此歌曲）。因《運財智叻星》的成功，令無綫積極制作藝人參與的遊戲節目。
在《運財智叻星》播畢後，無綫便在數個月後（1995年底）播出由陳百祥好友曾志偉主持的遊戲節目《超級無敵獎門人》，結果一播便播了20多年（非定期播放），把無綫的遊戲節目推向高鋒。獎門人系列比《運財智叻星》更成功的是，遊戲類型更多元化，而且節目內的遊戲往往能讓觀眾放到家中。
1998年，無綫再推出衍生作品《運財大贏家》，由陳淑蘭、張錦程、黃偉文主持，遊戲形式與《運財智叻星》幾乎相同，但反響和收視遠不及《運財智叻星》。
2022年，無綫为了庆祝TVB台庆55周年，特地推出一个新的问答节目《答得快 好世界》，重温历年来無綫推出的经典问答节目，重新搬上来这个节目给大家挑战。其中这个节目就包括了《运财智叻星》，不过因为版权问题，就改名为《全港至叻星》。